# Darien (Illinois)
Darien je grad u američkoj saveznoj državi Ilinois. Prema popisu stanovništva iz 2010. u njemu je živjelo 22.086 stanovnika.